# John Hiles
John Hiles (* 1810 in Shrewsbury; † 4. Februar 1882 in London) war ein englischer Organist und Musikpädagoge.

## Leben und Werk
John Hiles war der ältere Bruder von Henry Hiles. Er hatte Organistenstellen in Shrewsbury (1831–1847), Shropshire, Portsmouth, Hampshire, Brighton, Sussex und London inne. 1840/1841 trat er beim Shrewsbury Festival auf.
Hiles arrangierte zahlreiche Werke anderer Komponisten für die Orgel. Neben Orgelvoluntarys komponierte Hiles auch Klavierwerke, Lieder und das Anthem I am the Resurrection.
Hiles veröffentlichte mehrere Lehrbücher, darunter A Catechism of Harmony, Thorough-Bass, and Modulation (1872), Catechism of the Organ (1878), A Catechism For The Pianoforte Student (1882) und A Catechism for the Harmonium, außerdem das A Complete and Comprehensive Dictionary of 12,500 Italian, French, German, English and Other Musical Terms, Phrases and Abbreviations (1871) sowie die Sammlung Sacred Songs, Ancient and Modern: A Complete Collection of Sacred Vocal Music, by Celebrated Composers, Suitable for Home Use. Alle Schriften sind seit Anfang der 2000er Jahre digitalisiert oder als Reprint wieder verfügbar.